# Flammengrundel
Die Flammengrundel (Rhinogobius zhoui) ist eine kleine Grundelart aus der Familie Oxudercidae, die bisher nur aus den Flüssen und Bächen der Lianhua-Berge im Kreis Haifeng in der chinesischen Provinz Guangdong bekannt ist.

## Merkmale
Die Grundeln sind sehr klein, die bei der Erstbeschreibung untersuchten Männchen hatten eine Standardlänge von 2,6 bis 3,6 cm, die Weibchen waren 3,0 bis 3,2 cm lang. Flammengrundeln haben eine typische Grundelgestalt mit einem zylindrischen, langgestreckten Körper, zwei deutlich voneinander getrennte Rückenflossen und einen bulligen Kopf, dessen Länge 26,8 bis 31,5 % der Standardlänge beträgt. Der Kopf der Männchen ist im Vergleich zum Körper noch etwas größer als der der Weibchen. Die Körperhöhe liegt am Beginn der Afterflosse bei 13,6 bis 17,4 % der Standardlänge, die Körperbreite beträgt dort 10,6 bis 13,7 % der Standardlänge. Etwas höher ist der Körper am Beginn der Bauchflossen, die bei Grundeln weit vorn kurz hinter dem Kopf liegen. Dort haben die Fische eine Körperhöhe von 15,8 bis 17,9 % der Standardlänge. Der Schwanzstiel hat einen Anteil von 22,3 bis 25,2 % an der Standardlänge und seine Höhe liegt bei 9,7 bis 12,7 % der Standardlänge. Die Länge der abgerundeten Schwanzflosse, sie wird bei der Feststellung der Standardlänge nicht mit einbezogen, da sie beim Fischfang oft beschädigt wird, liegt bei 23,5 bis 27,1 der Standardlänge. Die Schnauzenlänge, das ist bei einem Fisch der Abstand vom vorderen Augenrand bis zur Spitze des Mauls, hat einen Anteil von 24,4 bis 29,6 % an der Kopflänge, der Augendurchmesser beträgt 23 bis 27,6 % der Kopflänge. Der Kopf ist mit zahlreichen, in Linien angeordneten Sinnesporen versehen.
Neben den oben genannten morphometrischen Daten wird auch die Anzahl der Weichstrahlen in den Flossen bei der Diagnose der Art herangezogen.
- Flossenformel: Dorsale VII/8–9, Anale I/7–8, Pectorale 16–18.

Flammengrundeln haben insgesamt 26 Wirbel, 10 Rumpfwirbel und 16 Schwanzwirbel. Auf jeder Körperseite zählt man 29 bis 31 Schuppen in einer mittleren Längsreihe, in einer Mittellinie vor der ersten Rückenflosse befinden sich 10 bis 12 Schuppen. Flammengrundeln sind grüngrau gefärbt und zeigen auf den Körperseiten sechs bis acht tieforange, Querbänder. Die unpaaren Flossen ausgewachsener Männchen haben breite weiße Ränder. Dies kann als leichtes Unterscheidungsmerkmal zu anderen Grundelarten herangezogen werden. Außerdem fehlt ihnen der häufig vorkommende dunkle Fleck in der ersten Rückenflosse und die Branchiostegalmembranen sind farblos.